# Tour de Nesle
Pour les articles homonymes, voir La Tour de Nesle (homonymie).
La tour de Nesle [la tuʁ də nɛl], aujourd'hui disparue, était une des tours d'angle de l'enceinte de Paris de Philippe Auguste, construite au début du XIIIe siècle. Elle était située à l'emplacement actuel du pavillon est de l'Institut de France.
« La tour de Nesle est sans contredit la plus populaire de toutes celles du vieux Paris. »

## Présentation
Haute de 25 mètres et large de 10, la tour de Nesle possédait deux étages voûtés et deux étages plafonnés, avec au sommet, une plate-forme crénelée, à laquelle on accédait par un escalier à vis placé dans un tourillon qui lui était accolé, lui-même terminé par une seconde plate-forme, qui dépassait de beaucoup la précédente. Pour plus de solidité, ces voûtes retombaient peut-être sur un pilier central.

## Historique

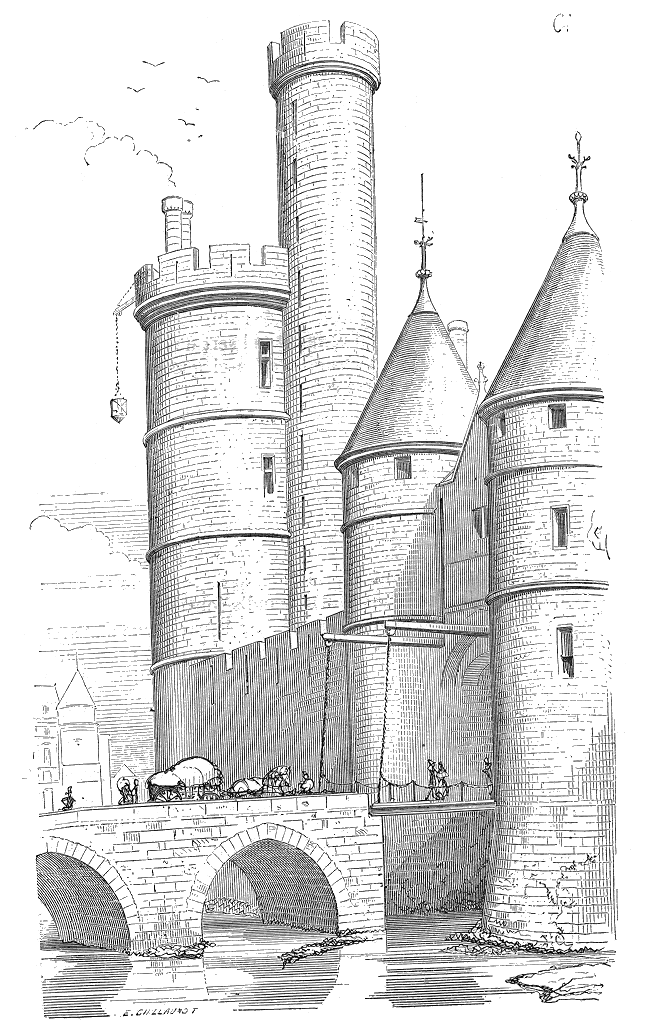
La tour et la porte de Nesle, d'après Viollet-le-Duc.

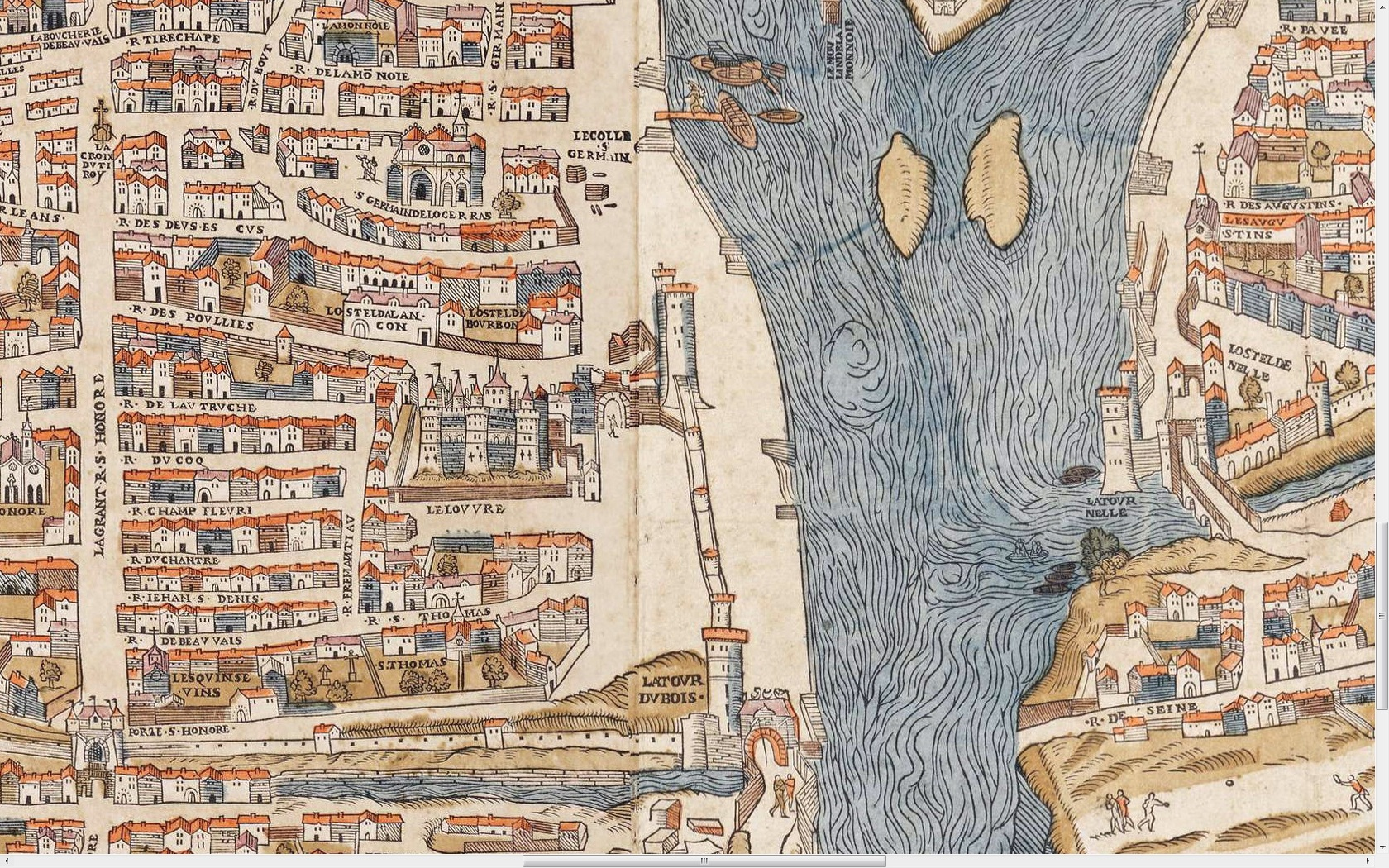
La tour et l'hôtel de Nesle en face du Louvre (plan de Truschet & Hoyau, vers 1550).

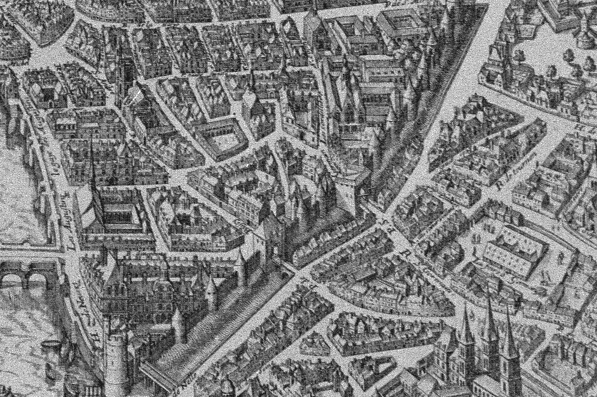
Plan de Mérian (1615) : La tour de Nesle, l'hôtel de Nevers et la grande galerie du duc de Berry.

### Construction de la tour
La tour de Nesle fut construite vers 1200 sur la rive gauche de la Seine, face à la tour du coin du palais du Louvre, sur une sorte de butte inondée par le fleuve en hiver. Elle est citée pour la première fois, dans une sentence arbitrale de 1210, sous le nom de Tornella Philippi Hamelini supra Sequanam soit Tour de Philippe Hamelin sur la Seine,, du nom d’un prévôt de l’époque qui présida à sa construction.
C'était une des quatre principales tours de coin de l'enceinte de Philippe Auguste. Elle terminait la clôture de la rive gauche de la Seine, côté aval, et faisait face à sa jumelle, la tour du Coin, élevée au côté méridional de la porte du Louvre, sur l’autre rive du fleuve. Pour interdire le passage nocturne de bateaux, on tendait entre les deux tours de grosses chaînes supportées par des barques amarrées à de solides pieux, approximativement à l'emplacement de l’actuel pont des Arts. Une imposante lanterne, suspendue à une potence, servait à éclairer le fleuve et les alentours, et constituait un des rares éclairages nocturnes de Paris jusqu'au milieu du XVe siècle. Ses plateformes servaient de poste d'observation à une sentinelle qui, de là, pouvait surveiller la Seine et les abords des fortifications. Ses étages servaient vraisemblablement d'arsenal jusqu'au début du XVIe siècle. Selon Gustave Pessard, un souterrain reliait la tour à une maison située au 13 de la rue de Nesle.

### L'hôtel de Nesle

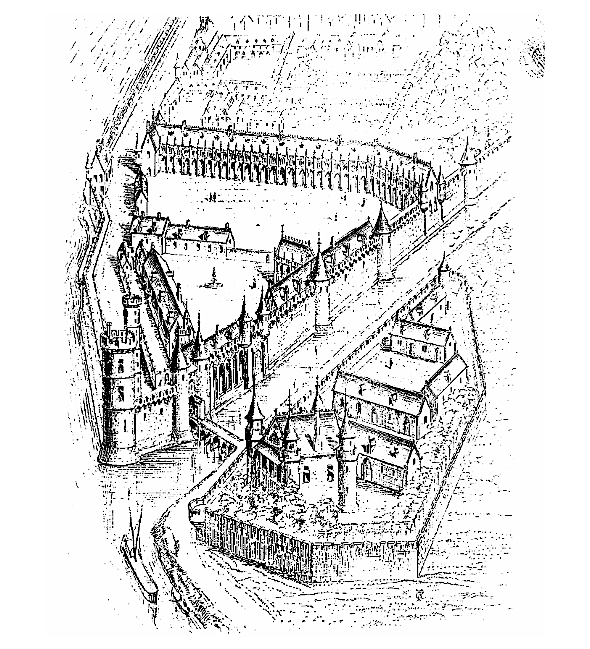
Reconstitution de l'hôtel de Nesle sous Jean de Berry (avant 1414), par Champeaux et Gauchery (1894). On distingue la grande galerie à l'opposé de la tour de Nesle.

L'hôtel de Nesle est acquis par Philippe le Bel le 29 novembre 1308 pour 5 000 livres parisis auprès d'Amaury de Nesle, prévôt de l'Isle (abréviation de prévôt de l'Île de France), probablement le fondateur de l'hôtel, qui s'est engagé de faire ratifier l'acte par les enfants de Guy Ier de Clermont de Nesle, son frère, mort maréchal de France. L'hôtel de Nesle existait à la fin du XIIIe siècle car le concierge de Nesle est mentionné parmi les contribuables dans le rôle de taille de Paris en 1292. Elle devint la propriété de Philippe V de France qui, en 1319, en fit don à sa femme Jeanne II de Bourgogne. Cette dernière ordonna dans son testament qu'elle devrait être vendue pour financer la fondation du collège de Bourgogne (1330). L'hôtel de Nesle a été acheté en 1330 par Philippe de Valois et l'a donné à sa femme, une autre Jeanne de Bourgogne, en 1332. Jean II en a fait sa demeure en 1350. Il y a fait trancher la tête à Raoul, comte d'Eu, connétable de France. Charles, régent pendant l'emprisonnement de son père à Londres, donna l'hôtel à Charles le Mauvais, roi de Navarre, et à sa sœur Jeanne, en 1357.
En 1380, Charles VI donna l'hôtel à son oncle, le duc de Berry. Celui-ci fait construire la Grande Galerie qui se trouvait le long de l'actuelle rue de Nevers, en 1381. Se trouvant trop à l'étroit dans l'hôtel, il a acheté sept arpents de terre de l'autre côté des fossés, le 13 janvier 1385, et y fit construire le petit séjour de Nesle, où il a placé ses écuries, qui a été détruit pendant la guerre civile entre Armagnacs et Bourguignons.
La grande galerie du duc de Berry est un jalon dans l'histoire des galeries dans les hôtels seigneuriaux et les châteaux. Dans l'étude des galeries, le plus ancien exemple semble être l'ambulatorium magnum du palais des papes d'Avignon qui avait une cheminée en son milieu. L'usage des galeries est donné par ce qu'écrit Froissart dans ses Chroniques sur une réception par Gaston Fébus en 1388 dans son château d'Orthez, il indique qu'après le dîner celui-ci emmena ses hôtes dans la galerie pour bavarder et se divertir. La grande galerie perpendiculaire au logis ne relie aucune pièce et n'apporte aucun logement supplémentaire.
Le duc de Berry l'a habité jusqu'à sa mort en 1416. Charles VI l'a alors donné à sa femme, Isabeau de Bavière, qui a surtout séjourné à l'hôtel Saint-Paul jusqu'à sa mort en 1435. Charles VII, par lettres patentes du 24 mai 1446, en fit don au duc de Bretagne François Ier, mais le duc n'ayant pas d'héritier mâle, elle revint à la couronne en 1450. L'hôtel est donné par Louis XI à Charles le Téméraire qui y a demeuré. Après sa mort, en 1477, l'hôtel est réuni à la Couronne. François Ier eu d'abord l'idée d'y installer un collège pour les lettres grecques, mais finalement, en 1523, il y installa le bailli de Paris pour un jugement des causes connues par le prévôt comme conservateur des privilèges de l'Université. Cette charge ayant été supprimée en 1526, l'hôtel resta inoccupé. En 1552, Henri II décida de vendre la propriété en plusieurs lots. Mais cette vente n'a pas été exécutée car Charles IX renouvela les lettres patentes d'aliénation en 1570.
L'hôtel de Nevers a été construit sur l'hôtel de Nesle, en 1582, en conservant la grande galerie du duc de Berry, comme en témoigne un dessin de Claude Chastillon exécuté avant 1616.

### Aliénation de la tour et démolition
En 1571, une lettre patente enjoignit au propriétaire de la tour, le duc de Nevers de s’en départir en faveur de la ville de Paris.
À cette date, la ville loua à Balthasar Bordier, marchand, « La tour dite de Nesle, chambre, cellier, jardin, terrasse et autres petits édifices joignant ladite tour, pour neuf ans, moyennant trente livres tournois par année. ». Une autre description, faite 31 ans plus tard, était fort différente : dans un bail de neuf ans, passé en mai 1612 avec Jacques Brocart, elle est décrite ainsi : « La tour de Nesle, consistant, au bas d'icelle, en une fosse ou prison, inutile à cause des eaux, une autre prison au-dessus, garnie de grille de fer, deux chambres au-dessus, une vis, une allée haute sur le mur. ». Il semble, qu’à cette époque, le rez-de-chaussée de la tour servait à abriter des filets de pêcheurs, et les étages supérieurs étaient occupés par des blanchisseuses qui étendaient leur linge sur de longues perches plantées horizontalement dans la vieille muraille, à proximité des fenêtres. En 1613, elle servit à tirer un feu d’artifice destiné à divertir le jeune Louis XIII âgé de 12 ans et, en 1660, sa plate-forme servit de support à une girandole tirée à l'occasion du mariage de Louis XIV avec Marie-Thérèse d'Autriche.
La démolition de la tour de Nesle, envisagée dès 1659, ne fut effective qu’en 1663 ou 1665 pour permettre la construction de la bibliothèque Mazarine et du collège des Quatre-Nations.

## L'affaire
La tour a été au XIVe siècle le lieu de rencontre des trois belles-filles de Philippe le Bel et des amants de deux d'entre elles. Cet épisode est illustré notamment dans la saga historique — et romancée — Les Rois maudits de Maurice Druon.
À cet épisode historique s'est ajoutée, au XVe siècle, une légende selon laquelle une reine de France aurait fait de cette tour un lieu de débauche, à l'issue desquelles elle assassinait ses amants et les jetait à la Seine. François Villon y fait référence dans la Ballade des dames du temps jadis, faisant improprement de Buridan une victime.
La réputation de la tour était telle qu'en 1846 ou 47, le nom de Tour de Nesle fut donné à un bouge infâme de la rue du Pot-de-Fer où des repris de justice entraînaient des jeunes filles des quartiers voisins.

## Galerie

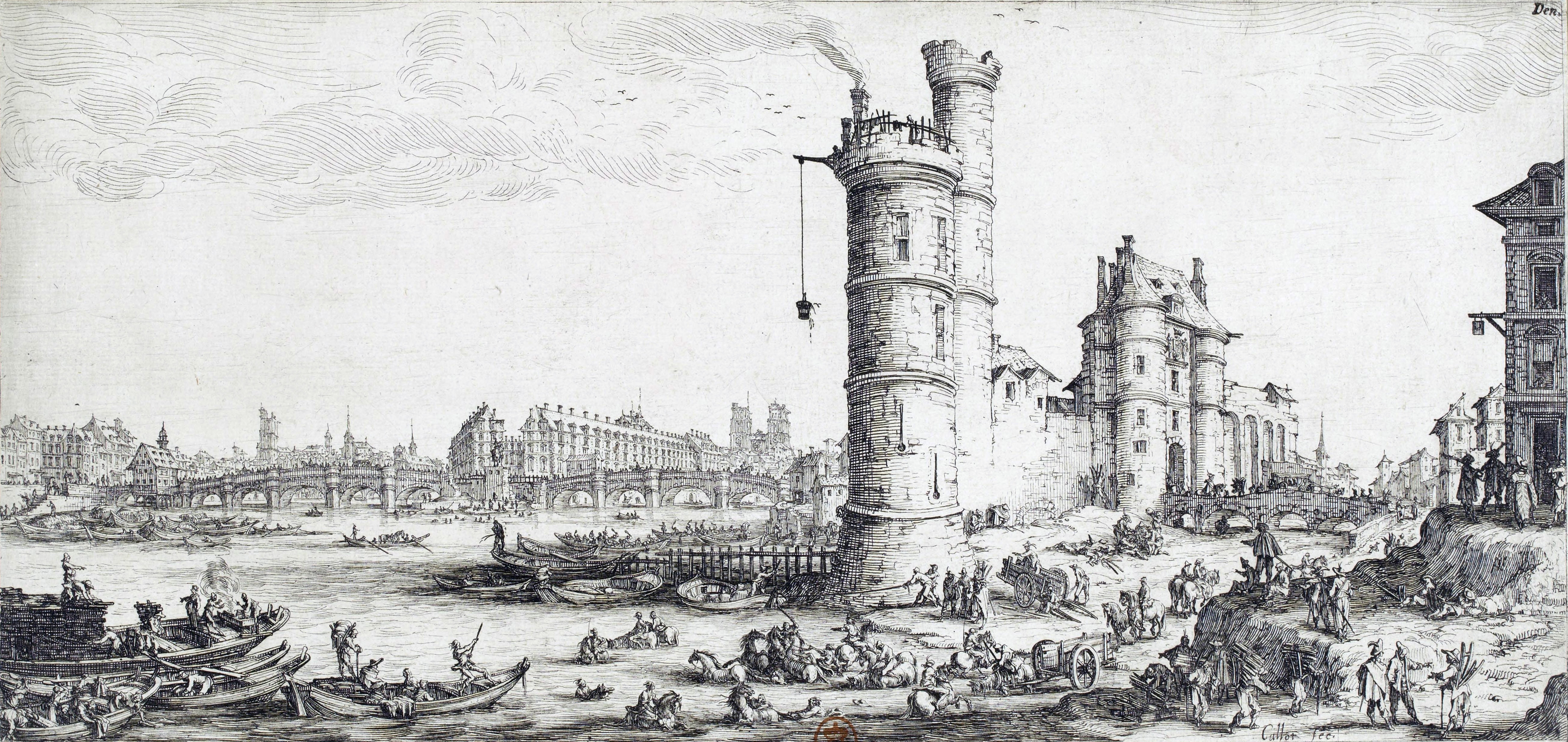
La tour de Nesle et le pont-Neuf par Jacques Callot, vers 1610-1635.
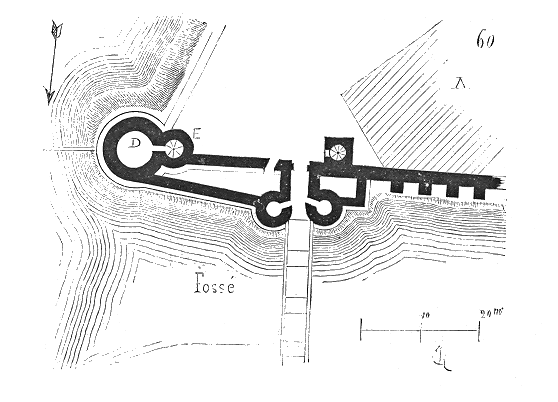
Plan de la tour de Nesle, par Viollet-le-Duc.
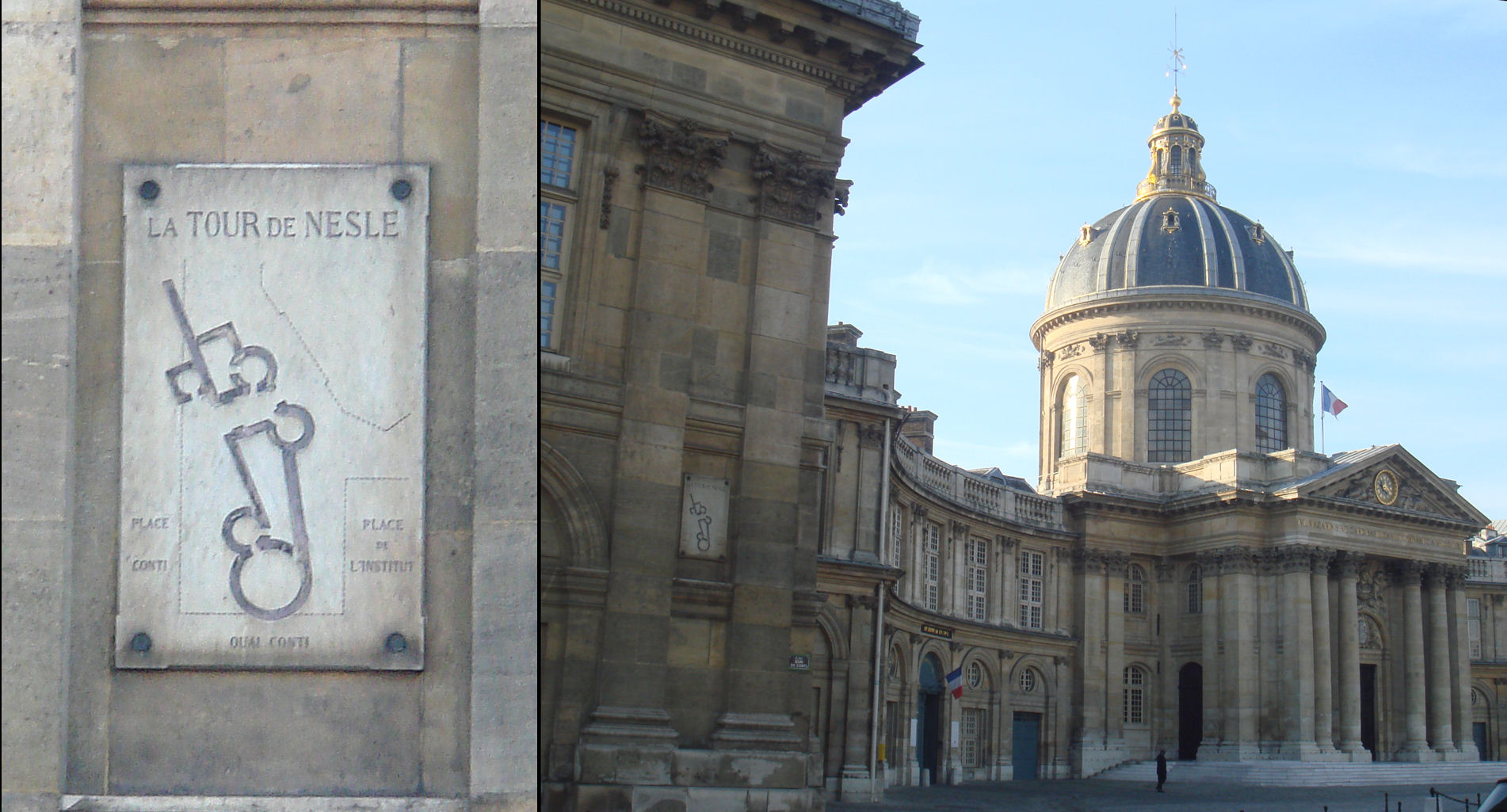
Plaque d'information indiquant l'emplacement de l'ancienne Tour de Nesle, aujourd'hui au niveau de l'Institut de France, quai de Conti
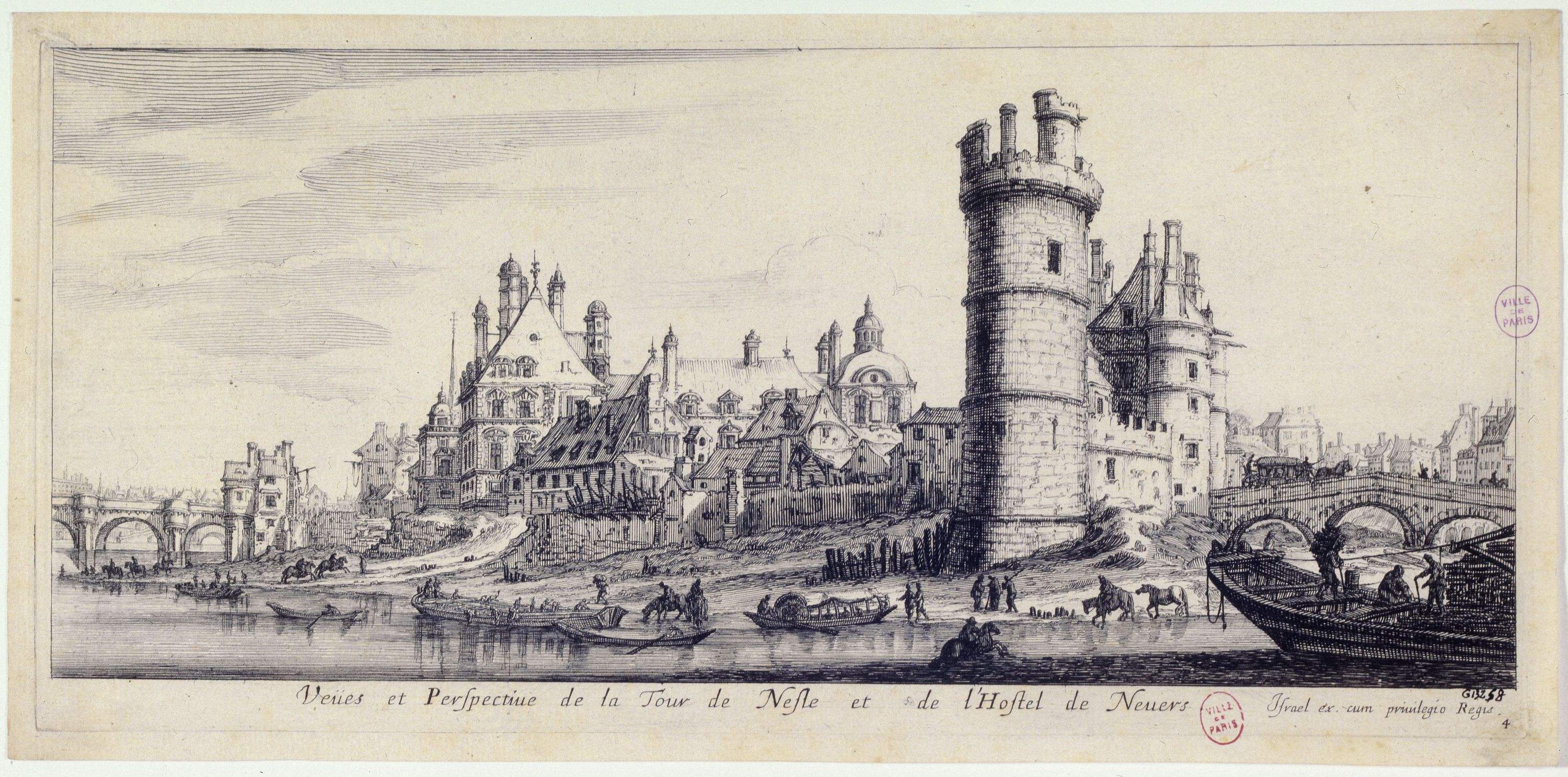
La tour de Nesle et l'hôtel de Nevers par Martin Zeiller, 1656.
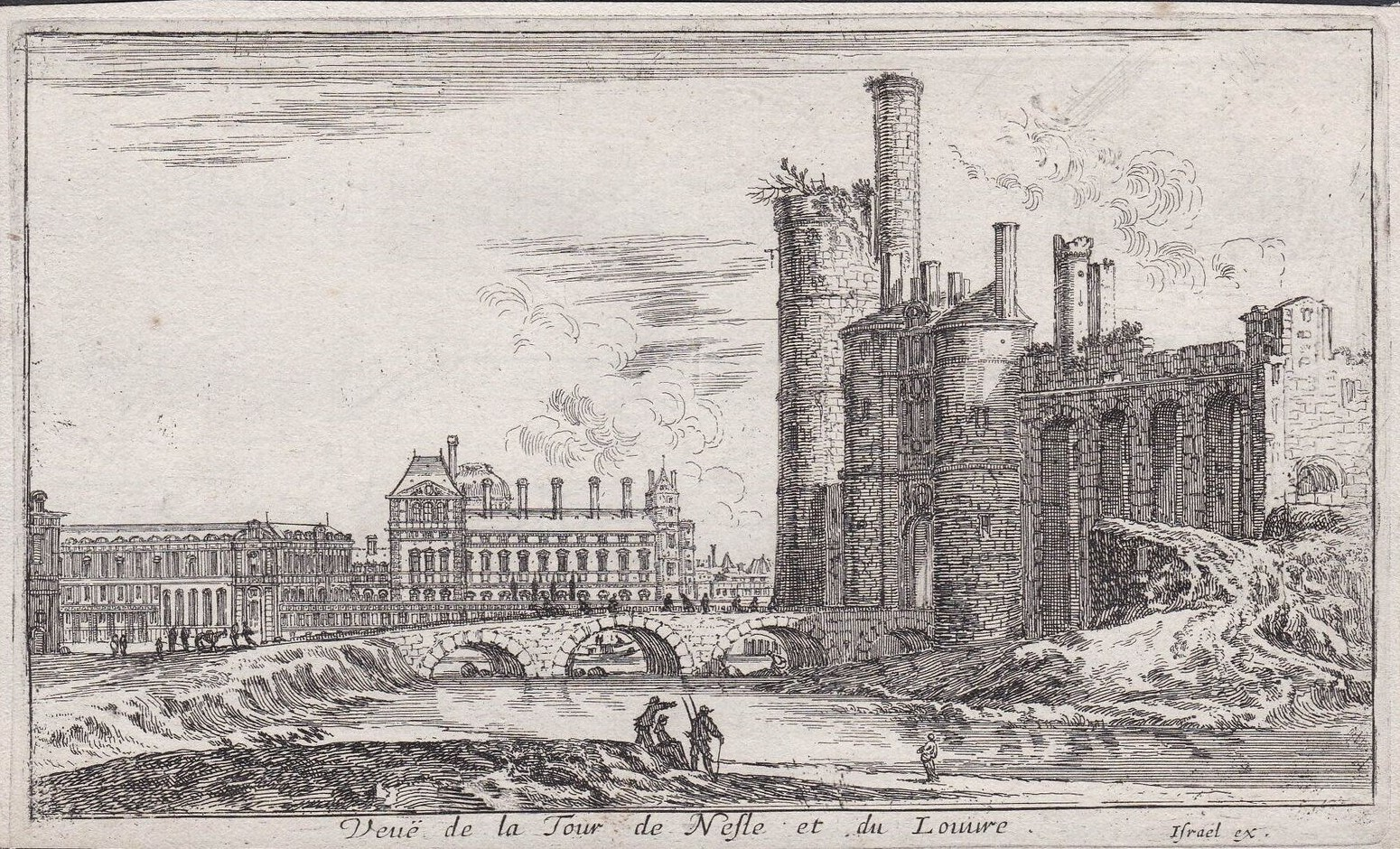
La tour de Nesle et le Palais du Louvre, par Israël Silvestre - ca. 1650

## Dans les arts
La Tour est représentée dans le tableau d'Antoine Caron, La Sibylle de Tibur (v. 1575-1580, Louvre). 
Les supposés meurtres et orgies perpétrés dans la Tour ont inspiré de nombreux auteurs :

### Littérature
- La Tour de Nesle d'Alexandre Dumas et Frédéric Gaillardet, drame en cinq actes et en neuf tableaux (1832)
- Buridan, le héros de la Tour de Nesle roman de Michel Zévaco (1913)
- Le Roi de fer dans la saga historique Les Rois maudits de Maurice Druon (1955)

### Cinéma
- La Tour de Nesle, film français d'Albert Capellani (1909)
- La torre di Nesle, film italien de Febo Mari (1925)
- La Tour de Nesle, film français de Gaston Roudès (1937)
- La Tour de Nesle, film français d'Abel Gance (1955)
- La Tour de Nesle (Der Turm der verbotenen Liebe), film allemand de Franz Antel (1968)